# Болдуан, Кейт
Кэ́трин Джин «Кейт» Бо́лдуан (англ. Katherine Jean «Kate» Bolduan; 26 июля 1983, Гошен, Индиана, США) — американская телеведущая и журналистка.

## Биография
Кэтрин Джин Болдуан родилась 26 июля 1983 года в Гошене (штат Индиана, США), став третьим ребёнком в семье медицинских работников Джеффри и Надин Болдуан.
В 2005 году Кейт окончила Университет Джорджа Вашингтона, получив степень в области журналистки. Во время учёбы в университете, Болдуан входила в состав женской волейбольной сборной и играла на сцене.

## Карьера
Является со ведущей утреннего шоу «New Day» на «CNN» вместе с Крисом Куомо. Болдуан ведёт репортажи и последние новости, а также ведёт прямые репортажи. Ранее она занимала должность корреспондента в Вашингтоне, округ Колумбия, а также генерального корреспондента телевизионной сетки вещания.
Она работала в журнале «House & Garden», «Dateline NBC», «NBC Nightly News», «NBC News» и «MSNBC». С апреля 2006 года по август 2007 года Болуан работал на «WTVD-ТВ» в городе Роли, штат Северная Каролина.

## Личная жизнь
С 30 мая 2010 года Кейт замужем за руководителем «Carlyle Group» Майклом Дэвидом Гершенсоном. У супругов есть две дочери — Сесилия Ив Гершенсон (род. 25.09.2014) и Дельфин Эстер Гершенсон (род. 22.12.2017).